# Ferdinand Tiemann

Johann Karl Wilhelm Ferdinand Tiemann (1848 -1899) va ser un químic alemany descobridor, juntament amb Karl Reimer, de la reacció anomenada en honor seu reacció de Reimer-Tiemann.
A partir de l'any 1866, Tiemann va estudiar Farmàcia a la Universitat Tècnica de Braunschweig, on es va graduar en 1869. El seu professor a Braunschweig va escriure una carta de recomanació per a August Wilhelm von Hofmann a la Universitat de Berlín, on Tiemann va començar com a ajudant de von Hofmann el mateix any 1869. En 1874 Wilhelm Haarmann i Tiemann van crear una empresa, després que descobrissin la síntesi de la vainillina a partir d'alcohol coniferílic. La planta de vainillina Holzminden no va tenir massa èxit fins que Tiemann i Karl Reimer descobrissin la reacció de Reimer-Tiemann que va obrir una via de síntesi alternativa a la vainillina. L'any 1882 Tiemann es va convertir en professor de la Universitat de Berlín.
Va estar involucrat en la primera síntesi de la ionona, un compost de la violeta dolça (Viola odorata), que va suposar en un gran èxit per l'empresa Harmann & Reimer.
August Wilhelm von Hofmann es va casar amb Berta la germana petita de Ferdinand Tiemann.
Tiemann va morir l'any 1899 a Meran, Süd Tirol a l'imperi austrohongarès (avui Merano, Trentino, Itàlia).

## Obra científica
Tiemann-Gärtner's Handbuch der Untersuchung und Beurtheilung der Wässer : zum Gebrauch für Apotheker, Ärzte, Chemiker, Fabrikanten, Medicinalbeamte und Techniker ; mit 40 Holzstichen u. 10 Taf.. Vieweg, Braunschweig 4. Aufl. / bearb. von Georg Walter und August Gärtner 1895